# 金田明彦
金田 明彦（かねた あきひこ）は元秋田大学教育文化学部・人間環境課程助教授。秋田県出身、1963年秋田大学卒。

## 概要・略歴
大学で物理学教室の教鞭をとる教官としてよりも、オーディオ用回路設計の研究者・技術者としてオーディオ技術者や電子工作の愛好家など広く知られている。1970年代のオーディオ界でブームとなったDCアンプ（Direct-coupled amplifier。直結で、0Hzまでゲインのあるアンプ）を提案した一人である。DCアンプのみならず、電源回路においても、超高速電源や 高速スイッチング電源、バッテリー電源の設計を行うなど、独創的な着想を見せた。真空管アンプの設計も行っている。
金田の設計物は一括して「金田式」と呼ばれる。1973年に「無線と実験」誌でDCアンプについての連載を開始して以来、それまでの常識を覆し、DCアンプが現代アンプの基本形として定着した。また、アンプだけではなくマイクロフォン、テープレコーダー、ターンテーブルまでをも回路設計の対象として取り上げている。
また、かつてはCD等のデジタルオーディオに関して「聴覚を破壊する」とまで述べ全面否定していたが、2008年よりDAコンバーターやADコンバーター等デジタルオーディオにも足を踏み入れた。
2007年3月、秋田大学を定年退官。
現在、誠文堂新光社の「MJ（旧「無線と実験」）」誌において「DCアンプ」シリーズを連載中である。同誌2007年6月号では自宅リスニングルームが写真付きで紹介された。

## 著書
- 『時空を超えた音楽再現 オーディオDCアンプシステム 上』誠文堂新光社、1989年7月。ISBN 4416189184。
- 『時空を超えた音楽再現 オーディオDCアンプシステム 下』誠文堂新光社、1990年2月。ISBN 4416190042。
- 『最新オーディオDCアンプ―音楽ファンのための自作オーディオ 最新13種 2008‐2010年』誠文堂新光社、2010年2月。ISBN 4416110103。